# Corbeil-Essonnes
Corbeil-Essonnes è un comune francese di 43 101 abitanti situato nel dipartimento dell'Essonne nella regione dell'Île-de-France. È uno dei comuni dell'antica provincia francese dell'Hurepoix.

## Geografia fisica
Corbeil-Essonnes è attraversata dalla Senna, a 38 km a sud di Parigi.

## Società

### Evoluzione demografica
Abitanti censiti

## Infrastrutture e trasporti

### Strade
La principale via d'accesso a Corbeil-Essonnes è la RN 104 che unisce la cittadina all'autostrada A6.

### Ferrovie
La cittadina è servita dalle stazioni di Corbeil-Essonnes, Essonnes Robinson e Moulin Galant poste tutte sulla Linea RER D.

## Amministrazione

### Gemellaggi
- Sindelfingen, dal 1961
- Alzira, dal 1971
- East Dunbartonshire, dal 1989
- Belinho, dal 2000